# 57-я параллель северной широты
57-я параллель северной широты — широта, которая равна 57 градусов севернее экватора Земли. Она пересекает Европу, Азию, Тихий океан, Северную Америку и Атлантический океан.
На этой широте Солнце видно в течение 17 часов, 53 минуты в течение летнего солнцестояния и 6 часов, 43 минуты во время зимнего солнцестояния.

## По всему миру
Начиная с Нулевого меридиана и направляясь на восток, 57-я параллель северной широты проходит через:
| Координаты                     | Страна, территория или море | Заметки |
| ------------------------------ | --------------------------- | --- |
| 57°00′ с. ш. 0°00′ в. д.HGЯO   | Северное море               | |
| 57°00′ с. ш. 8°26′ в. д.HGЯO   | Дания                       | Веннсюссель-Ти и Ютландия |
| 57°00′ с. ш. 10°21′ в. д.HGЯO  | Каттегат                    | |
| 57°00′ с. ш. 12°21′ в. д.HGЯO  | Швеция                      | |
| 57°00′ с. ш. 16°32′ в. д.HGЯO  | Кальмарсунд                 | |
| 57°00′ с. ш. 16°47′ в. д.HGЯO  | Швеция                      | Эланд |
| 57°00′ с. ш. 16°55′ в. д.HGЯO  | Балтийское море             | |
| 57°00′ с. ш. 18°13′ в. д.HGЯO  | Швеция                      | Готланд |
| 57°00′ с. ш. 18°24′ в. д.HGЯO  | Балтийское море             | |
| 57°00′ с. ш. 21°22′ в. д.HGЯO  | Латвия                      | |
| 57°00′ с. ш. 23°32′ в. д.HGЯO  | Рижский залив               | |
| 57°00′ с. ш. 23°54′ в. д.HGЯO  | Латвия                      | Проходя через Ригу |
| 57°00′ с. ш. 27°43′ в. д.HGЯO  | Россия                      | Псковская, Новгородская, Тверская, Ярославская, Ивановская (проходит через Иваново), Нижегородская, Кировская области, Марий-Эл, Удмуртия, Пермский край, Свердловская, Тюменская, Омская, Новосибирская, Томская области, Красноярский край, Иркутская область, Бурятия, Забайкальский край, Якутия, Амурская область, Хабаровский край, |
| 57°00′ с. ш. 138°45′ в. д.HGЯO | Охотское море               | |
| 57°00′ с. ш. 156°31′ в. д.HGЯO | Россия                      | Камчатка |
| 57°00′ с. ш. 162°51′ в. д.HGЯO | Берингово море              | Пройдя к югу от Острова Святого Павла, Аляска, США |
| 57°00′ с. ш. 158°40′ з. д.HGЯO | США                         | Аляска — Полуостров Аляска |
| 57°00′ с. ш. 156°33′ з. д.HGЯO | Тихий океан                 | Залив Аляска |
| 57°00′ с. ш. 154°32′ з. д.HGЯO | США                         | Аляска — Остров Кадьяк и Ситкалидак |
| 57°00′ с. ш. 153°17′ з. д.HGЯO | Тихий океан                 | Залив Аляска |
| 57°00′ с. ш. 135°50′ з. д.HGЯO | США                         | Аляска — Крузов |
| 57°00′ с. ш. 135°45′ з. д.HGЯO | Ситка                       | |
| 57°00′ с. ш. 135°15′ з. д.HGЯO | США                         | Аляска — Остров Баранова |
| 57°00′ с. ш. 134°43′ з. д.HGЯO | Пролив Чатем                | Пройдя к югу от Адмиралтейского острова, Аляска, США |
| 57°00′ с. ш. 134°30′ з. д.HGЯO | Фредерик                    | |
| 57°00′ с. ш. 134°00′ з. д.HGЯO | США                         | Аляска — Остров Купреянова и Юго-Восточная Аляска |
| 57°00′ с. ш. 132°03′ з. д.HGЯO | Канада                      | Британская Колумбия Альберта Саскачеван Манитоба |
| 57°00′ с. ш. 89°54′ з. д.HGЯO  | Гудзонов залив              | Пройдя к северу от Островов Белчер, Нунавут, Канада |
| 57°00′ с. ш. 76°42′ з. д.HGЯO  | Канада                      | Нунавут — Остров Кристи Квебек Ньюфаундленд и Лабрадор |
| 57°00′ с. ш. 61°22′ з. д.HGЯO  | Атлантический океан         | |
| 57°00′ с. ш. 7°31′ з. д.HGЯO   | Великобритания              | Шотландия — Остров Барра |
| 57°00′ с. ш. 7°22′ з. д.HGЯO   | Гебридское море             | |
| 57°00′ с. ш. 6°27′ з. д.HGЯO   | Великобритания              | Шотландия — Остров Рам |
| 57°00′ с. ш. 6°15′ з. д.HGЯO   | Гебридское море             | |
| 57°00′ с. ш. 5°50′ з. д.HGЯO   | Великобритания              | Шотландия |
| 57°00′ с. ш. 2°10′ з. д.HGЯO   | Северное море               | |